# Абрар Хусейн
Абрар Хусейн (англ. Abrar Hussain; урду ابرار حسین; 9 лютого 1961 — пом. 16 червня 2011) — пакистанський боксер, чемпіон Азійських ігор.

## Аматорська кар'єра
На чемпіонаті Азії 1983 завоював бронзову медаль.
На Олімпійських іграх 1984 програв у першому бою Веса Коскела (Швеція).
На Південноазійських іграх 1985 став чемпіоном.
На Олімпійських іграх 1988 переміг Нуреддіна Мезіана (Алжир) та Франсуа Мейо (Камерун) і програв Рею Дауні (Канада).
На Південноазійських іграх 1989 став чемпіоном.
На Іграх Співдружності 1990 програв в другому бою.
На Азійських іграх 1990 здобув чотири перемоги, зокрема над Гендріком Сімангунсонгом (Індонезія) у півфіналі, і став чемпіоном.
На чемпіонаті Азії 1992 програв у першому бою Гендріку Сімангунсонгу (Індонезія).
На Олімпійських іграх 1992 програв у першому бою Нуреддіну Мезіану (Алжир).